# Elsa Thoresen
Elsa Thoresen (Minnesota, 1 de mayo de 1906-Estados Unidos, 1994) fue una pintora danesa nacida en Estados Unidos de madre estadounidense y padre noruego. En un principio, se adscribió al surrealismo y posteriormente a la pintura abstracta. André Breton seleccionó su pintura Atmosfaerisk landskab para el Dictionnaire abrégé du surréalisme.

## Trayectoria
Estudió en la Escuela de Artes y Oficios de Oslo de 1924 a 1927, en la Academia de Bellas Artes de Oslo los cursos 1927-1928 y 1929-1930 y en la Académie Royale des Beaux-Arts de Bruselas, de 1927 a 1929. En 1935 se casó con el pintor surrealista danés Wilhelm Bjerke-Petersen. Vivió y trabajó en Dinamarca, donde fue miembro activo del círculo de artistas surrealistas figurativos de los países nórdicos (Wilhelm Freddie, Rita Kernn-Larsen) aunque nunca se situó en el centro del grupo y participó en las actividades de la revista Konkretion. Realizó un breve viaje a París en 1938 con motivo de la Exposición Internacional del surrealismo. Con motivo de este evento se publicó el Dictionnaire abrégé du surréalisme (Breve diccionario del surrealismo) para el que André Breton seleccionó la pintura de Thoresen, de 1936, Atmosfaerisk landskab (Paisaje atmosférico). En París, además de a Breton, conoció a Marcel Duchamp, Yves Tanguy, Max Ernst, Jean Arp, Sophie Taeuber-Arp y probablemente a la pintora Kay Sage. Taeuber-Arp reprodujo ese mismo año, una de sus komposiciones Abstrakt (Composiciones Abstractas) de 1935, en la revista Plastique que acaba de crear. Posteriormente, participó en la manifestación “Surrealism” de Copenhague de 1940 junto a los pintores Carlsson y Erik Olson.
En 1944, igual que hicieron otros pintores de su círculo como Wilhelm Freddie, huyó de Dinamarca a Suecia donde trabajó estrechamente con los pintores del Grupo Halmstad. Una vez finalizada la Segunda Guerra Mundial, se trasladó con su familia a Estados Unidos donde Bjerke Petersen había recibido una beca Guggenheim. fue la única mujer del grupo danés que participó en la Exposición Internacional de Surrealismo de 1947 organizada por A. Breton en la Galería Maeght. Ese mismo año volvió a Suecia donde en 1952 realizó una exposición en el museo de Örebro junto a su esposo. Al año siguiente, la pareja se separó y Thoresen volvió a Estados Unidos, país que ya nunca abandonó y en el que se casó con el pintor norteamericano Goveia, adoptó el nombre de Elsa Thoresen-Gouveia y se instaló con él en Seattle.
Con el paso del tiempo, la pintura de Thoresen ha sido objeto de atención. En 2018, se realizaron presentaciones de su obra en la exposición El surrealismo en Kunstforeningen Gl. Strand, en el Museo de Arte de Tønder en Dinamarca y también en el Mjellby Konstmuseum de Suecia. Entre las obras expuestas se incluía el Paisaje Rosa de 1946. Desde entonces, sus cuadros se han incluido en exposiciones como Mujeres Fantásticas en el Louisiana Museum of Modern Art de Dinamarca en 2020 y en Pioneros del Modernismo en el Museo de Arte de Sørlandets de Kristiansand, Noruega.

## Estilo
Su estilo fue el surrealismo figurativo. Sus composiciones están teñidas de un fuerte sentimiento de la naturaleza, generalmente de “paisajes animados”, equidistantes de los “modelos” de Salvador Dalí y René Magritte. Además, defendió la idea de que el surrealismo es un movimiento revolucionario que pretende que el espectador piense por sí mismo. Junto con Bjerke Petersen, trabajó para situar el arte donde está el espectador. Con esa finalidad, decoraron las paredes de las escuelas y de los hogares, entre otros lugares. En contacto con los surrealistas parisinos y especialmente con Yves Tanguy, la obra de Thoresen se volvió cada vez más onírica, desplegando mundos imaginarios extraídos sólo de su subconsciente. Paisaje clásico, muestra su capacidad  para trabajar con un lenguaje literario de símbolos. Le interesaba la forma que tenía Salvador Dalí de yuxtaponer objetos dispares, como se ve en varios cuadros, entre ellos Paisaje atmosférico.
Desde 1935 hasta aproximadamente 1945, su estilo combinaba motivos, elementos de imagen reconocibles y símbolos de la cultura visual contemporánea en pintura. Al mismo tiempo, eliminó el significado y el simbolismo conocidos insertando las figuras en contextos nuevos o alterados y fácilmente legibles, con la intención de obligar al espectador a verlas de nuevo. Tradujo el collage en pintura. 
Después de la guerra, el arte de Thoresen se alejó gradualmente del surrealismo figurativo para acercarse al abstracto y al más lírico. Su Paisaje rosa de 1946 y el cuadro Varelse son ejemplos de este nuevo estilo.

## Obra selecta
- Flor azul del desierto (1936)
- Vista interior (1936)
- Paisaje atmosférico (1936)
- Paisaje clásico (1937, Sønderjyll. Kunstmus.)
- El olivo (1937)
- Nocturnos (1937)
- La luz del mundo (ca. 1937, exp. París 1937)
- Sin título (1939)
- Danza esférica (hacia 1940)
- Se libera (hacia 1940)
- Rostros de la noche (hacia 1940)
- Poesía del bosque (1945, Sønderjyll. Kunstmus.)
- Objetos de los elementos (1945, Sønderjyll. Kunstmus.)
- Paisaje rosa (1946)
- Tierra en llamas (1948)

Decoraciones murales
- A partir de 1935, participó en la realización de un gran proyecto de decoración en la Escuela Højdevangens (Amager) pagado por la Fundación New Carlsberg. Vilhelm Bjerke Petersen inició este proyecto en 1932 y lo terminó en 1937.[6]
- 1939. Junto a su marido realizó un gran proyecto de decoración en el edificio Ved Volden de Christianshavn. Hicieron pinturas de varios tamaños para 13 huecos de escalera. Nueve de los cuadros están firmados por ambos artistas.[4]